# Новинки (Дмитровський міський округ)
Нови́нки (рос. Новинки) — присілок у складі Дмитровського міського округу Московської області, Росія.

## Населення
Населення — 9 осіб (2010; 15 у 2002).
Національний склад (станом на 2002 рік):
- росіяни — 100 %